# Gondenans-les-Moulins
Gondenans-les-Moulins è un comune francese di 75 abitanti situato nel dipartimento del Doubs nella regione della Borgogna-Franca Contea.

## Società

### Evoluzione demografica
Abitanti censiti